# 巴西人足球俱乐部
巴西人足球俱乐部，为巴西联邦区塔瓜廷加的一个足球俱乐部。该队队服主色为黄色。该队成立于2000年，目前参加巴西足球丁级联赛。

## 荣誉
- 巴西足球乙级联赛: 1

2004
- 巴西足球丙级联赛: 1

2002
- 巴西利亚足球锦标赛: 7

2004, 2005, 2006, 2007, 2008, 2009, 2011
- 巴西杯: 0

亚军(1): 2002